# Phthirusa rhynchophylla
Phthirusa rhynchophylla là một loài thực vật có hoa trong họ Loranthaceae. Loài này được (Kuijt) Kuijt miêu tả khoa học đầu tiên.